# خواکین بارو
خواکین بارو (انگلیسی: Joaquín Barro؛ زادهٔ ۹ مارس ۲۰۰۱) بازیکن فوتبال اهل آرژانتین است.